# Готье, Арман
Арман Готье (фр. Armand Gautier; 1837—1920) — французский химик; профессор органической и медицинской химии в парижском медицинском факультете.

## Биография
Арман Готье родился 23 сентября 1837 года в городе Нарбоне. По окончании обучения в университете Монпелье в 1862 году, Готье был принят в число «agrégés» медицинского факультета в Париже (1869).
С 1879 года Готье состоял членом Французской медицинской академии, а позднее стал её президентом.
Из списка многочисленных химических работ Армана Готье, обнародованных в «Compt. rend.», «Ann. de Ch.», «Bull. de la Soc. Ch. de Paris», «Dictionnaire des sciences de Bouillet», работы, относящиеся к началу его научной деятельности, видно, что наряду с гигиеническими и химическими исследованиями («Études sur les eaux potables» Монпелье, 1862), его занимало изучение химической стороны процессов брожения («Études sur les fermentations proprement dites», Париж, 1869), равно как и изучение различных органических, аммиачных производных («Sur les nitriles des acides gros et les carbylaminés», 1869).
Направление дальнейших работ Готье ясно обрисовывается названием книги, написанной им в 1874 году, — «Chimie appliquée à la physiologie, à la pathologie et à l’hygiène». Исследования Готье относительно различных органических оснований, происходящих при разрушении животных тканей (мемуар, читанный во Французской академии наук в 1882 году) пролили свет на так называемые птомаины и их ядовитые свойства.
В 1884 году А. Готье синтезировал ксантин, алкалоид, родственный теобромину или кофеину и теину, то есть действующим началам чая и кофе.
В качестве химика-гигиениста Готье являлся активным борцом со все более и более развивавшейся фальсификацией различных пищевых средств («De la coloration artificielle des vins», 1876; «La Sophistication des vins», 1877; «Le cuivre et le plomb dans l’alimentation et l’industrie», 1883).
Арман Готье умер 27 июля 1920 года в Каннах.